# Charles Deliège
Charles Flore Deliège (Binche, 8 mei 1901 - 2 september 1970) was een Belgisch senator en burgemeester.

## Levensloop
Deliège werd gemeenteraadslid (1938) en burgemeester (1947-1970) van Binche. Hij was ook provincieraadslid van 1946 tot 1958. Hij nam initiatieven voor de heropleving van het carnaval van Binche. Hij stichtte het Internationaal Museum van het Carnaval en het Masker. 
Hij spande zich ook in voor het kantklossen en organiseerde vanaf 1950 een kantklas in het gemeentelijk onderwijs. Hij stichtte ook de 'Institut Supérieur Plus Oultre', een school voor sociale promotie waar men onder meer het kantklossen aanleert aan meisjes die van overal in België en vanuit het buitenland komen.
In 1958 werd hij verkozen tot socialistisch provinciaal senator en vervulde dit mandaat tot aan zijn dood.
Binche heeft een Avenue Charles Deliège en een Institut Charles Deliège of Institut Plus Oultre.